# Гай Корнелий (военный трибун)
Гай Корнелий (лат. Gaius Cornelius; V—IV века до н. э.) — римский политический деятель из патрицианского рода Корнелиев, один из шести военных трибунов с консульской властью 387 года до  н. э. Упоминается в сохранившихся источниках только в связи с этой должностью. Известно, что во время трибуната Гая были учреждены четыре новые трибы.